# Wolfram Freiherr von Rotenhan
Wolfram Freiherr von Rotenhan (* 27. Februar 1887 in Berlin; † 17. April 1950) war Offizier und später Generalsekretär des Deutschen Roten Kreuzes (DRK).

## Leben
Die Vorfahren gehören zur genealogischen Familienlinie von Rotenhan-Eyrichshof. Seine Eltern waren der kgl. bayr. Generalleutnant Freiherr Ludwig von Rotenhan († 1922 in Berlin), und Anna-Maria von Eichel († 1903 in München), Tochter der Karoline Freiin von Rotenhan und des Walter von Eichel, Gutsbesitzer zu Mittelhof und Dürnhof. Wolframs Vater war Rechtsritter des Johanniterordens. Wolfram von Rotenhan hatte zwei Schwestern.
Er begann 1904 mit seiner Ausbildung an der Hauptkadettenanstalt in Groß-Lichterfelde bei Berlin seinen militärischen Werdegang. Nachdem er 1909 zum Offizier befördert worden war, schied er ein Jahr später aus gesundheitlichen Gründen aus dem Militärdienst aus. Sein letzter Dienstgrad war kgl. preuß. Leutnant a. D.
Daraufhin begann er mit dem Studium der Philosophie, Naturwissenschaften und Rechtswissenschaft. Nach seinem Studium war er zwischen 1914 und 1924 stellvertretender Abteilungsleiter beim DRK, wobei er 1918 Abteilungsleiter für Flüchtlingsfürsorge und Kriegsgefangene beim DRK wurde. Ab dem 31. Mai 1924 bis zum 1. Juli 1937 war er Generalsekretär des DRK.
Freiherr Wolfram von Rotenhan heiratete 1937 auf Burg Lauenstein Lotte Arndt, Tochter des Juristen Hermann Arndt und der Martha Eisenlohr. Das Ehepaar hatte keine Kinder und wohnte Anfang der 1940er Jahre in Berlin, nachfolgend in Lichtenstein bei Bamberg. Rotenhan war seit 1923 Ehrenritter des Johanniterordens und hier in der Bayrischen Genossenschaft der Kongragation organisiert, wurde 1943 Rechtsritter.
Erich Freiherr von Guttenberg, Ehemann seiner jüngeren Schwester Eva, war sein Schwager.

## Sekundärliteratur
- Horst Seithe, Frauke Hagemann: Das Deutsche Rote Kreuz im Dritten Reich (1933–1939). Die Transformation des DRK vom zivilen Wohlfahrtsverein zur nationalsozialistischen Sanitätsorganisation. Diss. Univ. Münster, Münster 1993, S. 78.
- Birgitt Morgenbrod, Stephanie Merkenich: Das Deutsche Rote Kreuz unter der NS-Diktatur 1933–1945. Teil der Anne-Frank-Shoah-Bibliothek, Schöningh, Paderborn; München; Wien; Zürich 2008, ISBN 978-3-506-76529-1, S. 52.
- Eckhard Hansen, Florian Tennstedt: Biographisches Lexikon zur Geschichte der Deutschen. Online-Auflage, Kassel University Press, Kassel 2018, ISBN 978-3-7376-0475-8, S. 161.